# Xochiapulco
Xochiapulco är en ort i Mexiko.   Den ligger i kommunen Xochiapulco och delstaten Puebla, i den sydöstra delen av landet, 160 km öster om huvudstaden Mexico City. Xochiapulco ligger 2 052 meter över havet och antalet invånare är 3 911.
Terrängen runt Xochiapulco är huvudsakligen kuperad, men västerut är den bergig. Terrängen runt Xochiapulco sluttar norrut. Runt Xochiapulco är det ganska tätbefolkat, med 75 invånare per kvadratkilometer. Närmaste större samhälle är Zaragoza, 12,2 km sydost om Xochiapulco. I omgivningarna runt Xochiapulco växer huvudsakligen savannskog.